# Maftir
Maftir (em hebraico: מַפְטִיר; romaniz.: map̄ṭīr; "finalizador") refere-se adequadamente a última pessoa chamada à Torá nas manhãs do Shabat e feriados: esta pessoa também lê a porção da Haftará de uma seção relacionada aos Nevi'im (livros proféticos).
Informalmente a porção da Torá lida pelo ou para o maftir é chamado de "porção maftir", ou o "maftir" por abreviação: em um Chumash a palavra "maftir" é impressa na margem do início daquela porção. (Assim, nas comunidades onde o bar mitzvah atua como maftir, suas leituras são informalmente referidas como "maf e haf".)
Em uma manhã normal de Shabat, sete pessoas são formalmente chamadas à Torá e uma parte da porção da Torá da semana é lida por ou para cada um deles. O maftir não é contado entre os sete e não é formalmente chamado por nome: na conclusão da sétima leitura o leitor simplesmente chama "maftir" (geralmente após recitar o Chatzi kadish) e repete os últimos versos ao maftir.
Em feriados judaicos e certos Shabbatot especiais existem leituras de dois ou mais rolos da Torá. Nessas ocasiões, o maftir é chamado pelo nome, seguido da palavra "maftir", e a leitura do último pergaminho é feita para ele. Na manhã de Tisha b'Av e nas tardes de dia de jejum, a porção maftir é a terceira (e última) seção da porção.
Após a leitura da Torá, o maftir pronuncia as bênçãos para a Haftará e as lê.

## Seleções em dias sagrados
A porção maftir para as festivais e para o Rosh Hodesh, que ocorre no Shabat, vem do parágrafo apropriado em Números 28 ou 29, descrevendo o sacrifício para o dia.
A porção maftir para o Shabat durante o Chanucá vem de números 7, descrevendo a oferta de dedicação do Mishkan (tabernáculo durante as viagens deserto) correspondente ao dia de Chanucá onde ocorre o Shabat.

## Maftir duplo
O Shabat Chanucá e dois dos Shabbatot especiais (Shekalim e HaHodesh) às vezes coincide com Rosh Hodesh. Quando isso acontece, a parte para o Shabat Rosh Hodesh é lido a partir de um segundo rolo, então a porção especial do maftir para esse Shabbat especial de um terceiro. Apenas a pessoa chamada para a leitura do terceiro rolo lê o haftarah, embora o próprio haftarah pode conter versos apropriados tanto para Rosh Hodesh e Chanucá ou para o Shabbat especial.